# Ад ван ден Гук
Ад ван ден Гук (нід. Aad van den Hoek, 14 жовтня 1951) — нідерландський велогонщик.
Учасник Олімпійських Ігор 1972 року.